# ツルハホールディングス
株式会社ツルハホールディングス（英: TSURUHA HOLDINGS INC.）は、北海道札幌市東区に本社を置くドラッグストアを運営する企業を傘下に持つ持株会社。東京証券取引所プライム市場上場。2025年12月にウエルシアホールディングスとの経営統合が計画されている。

## 沿革
- 1929年（昭和4年）- 北海道旭川市で「鶴羽薬師堂」として創業。
- 1956年（昭和31年）- 「ツルハ薬局」に屋号を変更。
- 1963年（昭和38年）- 株式会社ツルハ薬局を設立。
- 1972年（昭和47年）- お菓子の販売開始。
- 1975年（昭和50年）
  - 5月 - 株式会社クスリのツルハコントロールセンター（現・ツルハ）を設立。
  - 9月 - 札幌にも北13条店を機に進出し、本格的なチェーン展開を開始。
- 1987年（昭和62年）6月 - 六郷店を機に東京・首都圏に進出。
- 1991年（平成3年）8月 - 営業の全部を株式会社クスリのツルハコントロールセンター（商号を株式会社ツルハに変更）に営業譲渡し、事業目的を保険代理業に変更。
- 1992年（平成4年）- 商号を株式会社クレーン商事に変更。
- 1995年（平成7年）1月12日 - ツルハがジャスコ株式会社（現・イオン）と業務・資本提携[5]。
- 2001年（平成13年）11月 - ツルハが株式会社リバースを子会社化。
- 2004年（平成16年）- 札幌市に本社を移転。
- 2005年（平成17年）
  - 8月 - 商号を株式会社ツルハホールディングスに変更。
  - 11月 - 株式会社ツルハを株式交換により完全子会社化し、持株会社となる。またそれに伴い、ツルハに代わり東京証券取引所第1部に上場する。
- 2006年（平成18年）12月 - 関東東部を地盤とする株式会社くすりの福太郎の発行済み株式の36.5%を取得し、同社を持分法適用会社[注釈 1]とする。
- 2007年（平成19年）
  - 3月 - 当社の取引先であるタカマツヤとの共同出資で、グループ統一プライベートブランド「M's one（エムズワン）」の企画開発・販促活動を専門とする株式会社ウイングを設立。
  - 5月 - くすりの福太郎を株式交換により完全子会社化。
- 2008年（平成20年）
  - 7月 - 株式会社スパークを株式取得により完全子会社化（その後、同社は2013年〈平成25年〉8月16日にツルハへ吸収合併）。
  - 12月 - 機能子会社として株式会社ツルハグループマーチャンダイジング、並びに株式会社ツルハフィナンシャルサービスを設立。同時に当社が保有する株式会社ウイングの株式をツルハグループマーチャンダイジングに譲渡、グループ会社並びに従業員向け保険代理店業務をツルハフィナンシャルサービスへ業務移管。
- 2009年（平成21年）
  - 2月 - 株式会社ウェルネス湖北を株式取得により子会社化。
  - 3月 - グループ内の通信販売事業をまかなう株式会社ツルハeコマースを設立。ウェルネス湖北からネット通信販売事業を譲受。
  - 8月 - 同じハピコムに所属するクラフトのドラッグストア事業を新設分割により設立した株式会社サクラドラッグを株式取得により子会社化（2011年〈平成23年〉5月にツルハに吸収合併）。
- 2010年（平成22年）7月 - 中国地方を基盤にコンビニエンスストア等を展開するポプラと業務提携を結ぶ。
- 2011年（平成23年）
  - 5月 - 当社孫会社で、グループ会社のツルハグループマーチャンダイジングと取引先のタカマツヤが保有していた株式会社ウイングの全株式を取得により完全子会社化。
  - 9月 - ポプラとの業務提携を解消。
- 2012年（平成24年）
  - 4月26日 - ツルハグループの店舗数が1,000店を突破[6]。
  - 7月18日 - タイに進出、バンコク市内（エカマイ駅近くのゲートウェイ・エカマイ内）に1号店をオープン[7]。
- 2013年（平成25年）
  - 7月1日 - 国内大手ドラッグストアでは初めて、電子マネーマルチ端末をグループ内全店に導入。これにより、すでに利用可能となっていた楽天Edyに加え、WAON・iD・QUICPayでも利用可能となる。
  - 8月7日 - グループ内各店舗にLINEアカウントを設定し、LINEユーザーに向けた情報提供サービスを開始[8]。
  - 8月16日 - 和歌山県・大阪府でドラッグストアを展開する株式会社ウエダ薬局の全株式を取得し、完全子会社化[9]（2013年（平成25年）11月16日にツルハへ吸収合併）。
  - 12月20日 - 株式会社ハーティウォンツの全株式のうち、株式会社リサ・キャピタル・マネジメント（リサ・パートナーズの完全子会社）が運営する投資ファンドの保有分（56%）全てを当社が取得、同社を子会社化[10]。
- 2014年（平成26年）
  - 1月23日 - 前述の楽天Edy・WAON・iD・QUICPayに続き、交通系電子マネー9種（Kitaca・Suica・PASMO・TOICA・manaca・ICOCA・SUGOCA・nimoca・はやかけん）をグループ内全店に導入（ウォンツ店舗は同年2月より導入開始）[11]。
  - 8月19日- 当社でLINEアカウントの運用を開始。子会社のくすりの福太郎のキャラクターである「ふくちゃん」を手始めに、グループ会社のキャラクターなどのオリジナルのLINEスタンプの配信も行われる[12]。
- 2015年（平成27年）
  - 2月 - 子会社のくすりの福太郎で約17万件の薬剤服用歴未記載問題が発覚[13][14]。
  - 4月13日 - 株式会社レデイ薬局に対する株式公開買付け、並びに同社との資本業務提携契約締結を発表。なお、株式公開買付けは2段階で行うこととし、1回目は株式会社フジと共同で買い付けを行う[15][16]。
  - 5月16日 - ツルハがリバースを吸収合併[17]。
  - 5月19日 - レデイ薬局に対する1回目の株式公開買付けが同年5月18日で終了し、共同で買付けを行ったフジと応募株券等の総数の2分の1ずつをそれぞれ取得[18]。
  - 6月1日 - レデイ薬局に対する2回目の株式公開買い付けの開始を発表。2回目は当社が単独で買付けを行う[19]。
  - 7月14日 - レデイ薬局に対する2回目の株式公開買付けが同年7月13日をもって終了し、応募株券等の全部を買付けにより株式を取得[20]。
  - 8月16日 - グループ内における中国地方での組織再編に伴い、子会社のハーティウォンツが同じく子会社のウエルネス湖北を吸収合併し、ハーティウォンツは「株式会社ツルハグループドラッグ&ファーマシー西日本」に商号変更[21]。なお、両社が展開していた「ウォンツ」及び「ドラッグストアウェルネス」の屋号は合併後も存続される。
  - 10月13日 - 無料Wi-Fiサービス「TSURUHA Free Wi-Fi」をグループ全店（レデイ薬局の一部店舗を含む）で提供開始[22]。
  - 10月19日 - レデイ薬局が同年9月14日に開催した臨時株主総会において決議された、同年10月6日を効力発生日とする株式併合により生じた端数株式を当社が取得し、2回に分けて実施した株式公開買付けにより取得した分を合わせて当社の株式保有割合が51.35%となり、同社を子会社化[23][注釈 2]。
- 2016年（平成28年）
  - 5月16日 - 子会社のツルハグループマーチャンダイジングが、同じく子会社のツルハeコマース及びウイングを吸収合併[24]。
  - 8月16日 - 楽天の共通ポイントサービス「楽天ポイントカード」の調剤薬局を除くグループ内全店舗での取り扱いを開始。同時に、くすりの福太郎を除くグループ会社の各キャラクターが描かれたグループオリジナルの「楽天ポイントカード」の発行も開始[注釈 3][25]。
- 2017年（平成29年）
  - 9月1日 - セブン・カードサービスが発行する電子マネー「nanaco」をグループ内全店舗へ導入[26]。
  - 9月29日 - 株式会社杏林堂グループ・ホールディングスを子会社化、その子会社の株式会社杏林堂薬局（静岡県浜松市）を孫会社化[27][28]。これにより売上高はウエルシアホールディングスを、店舗数はマツモトキヨシを、それぞれ上回りドラッグストア業界首位となる[29]。
  - 11月1日 - アリババグループが提供するオンライン決済サービス「Alipay」を杏林堂薬局や調剤専門店舗を除くグループ内店舗に導入（なお、10月に先行でWeChat Payも導入されている）[30]。
- 2018年（平成30年）
  - 4月30日 - NTTドコモが提供するバーコード決済サービス「d払い」を杏林堂薬局や調剤専門店舗を除くグループ内店舗に導入[31]。
  - 5月22日 - ビー・アンド・ディーホールディングスを子会社化、その子会社の株式会社ビー・アンド・ディー（愛知県春日井市）を孫会社化[32]。
  - 11月28日 - グループ共通プライベートブランド「くらしリズム」・「くらしリズムMEDICAL」の発売を開始[33]。
- 2019年（平成31年/令和元年）
  - 2月19日 - 子会社のツルハグループドラッグ&ファーマシー西日本が株式会社広島中央薬局の発行済み全株式を取得し、同社を孫会社化[34]。
  - 7月4日 - 子会社のツルハが有限会社おおがたむら調剤薬局の発行済全株式を取得し、同社を孫会社化[35]。
  - 7月9日 - 杏林堂薬局や調剤専門店を除くグループ店舗で展開しているバーコード決済サービスを拡充し、au Pay・PayPay・楽天ペイ・Never Pay[注釈 4]の4ブランドを追加導入[36]。
- 2020年（令和2年）
  - 5月16日 - 孫会社であったビー・アンド・ディーが、子会社のビー・アンド・ディーホールディングスを吸収合併し、ビー・アンド・ディーが子会社となる[37]。
  - 5月28日 - 九州旅客鉄道（JR九州）の完全子会社であったJR九州ドラッグイレブンの発行済株式総数の51%を取得し、連結子会社化[38][39]。
  - 7月16日 - メルペイが運営するフリマアプリ「メルカリ」のスマホ決済サービス「メルペイ」を調剤薬局を除く「ツルハドラッグ」・「くすりの福太郎」・「ウォンツ」・「ドラッグストアウェルネス」・「くすりのレデイ」・「B&Dドラッグストア」などのグループ店舗へ導入[注釈 5][40]。
- 2022年（令和4年）
  - 4月4日 - 東京証券取引所プライム市場に移行。
- 2023年（令和5年）
  - 5月31日 - JR九州からの株式譲受に伴い、ドラッグイレブンを完全子会社化[41]。
  - 6月27日 - スマートフォン向け決済サービス「HAPPEY（ハッペイ）」をツルハグループの各公式アプリに組み込む形で提供開始[42]。
- 2024年（令和6年）
  - 3月 - オアシス・マネジメントが保有する当社株式をイオンが取得、イオンによる主導で3社間の資本業務提携（当社によるウエルシアホールディングスの完全子会社化並びにイオンによる当社の連結子会社化）に向けた協議を開始[43][44]。
  - 5月16日 - 子会社のツルハが同じく子会社のビー・アンド・ディーを吸収合併[45]。
  - 8月9日 - 決算期（事業年度の末日）を毎年2月末日に変更（変更に伴い、第62期は経過期間として2024年(令和6年)5月16日から2025年(令和7年)2月末日までの9.5か月間となる）[46][47]。
- 2025年（令和7年）
  - 4月11日 - 前述した3社間の資本業務提携に係る最終契約[48]及びウエルシアホールディングスとの経営統合に関する株式交換契約[49]をそれぞれ締結。
  - 7月18日 - ベトナムのホーチミンに同国1号店を出店[50]。
  - 10月1日 - 東京本社設置（予定）[51]。
  - 12月1日 - 株式交換によりウエルシアホールディングスを完全子会社化（予定）。

## 傘下子会社
ドラッグストア事業
- 株式会社ツルハ - 北海道。ツルハグループの中核事業会社。北海道及び東北・関東・中部・関西・四国地方で「ツルハドラッグ」とディスカウント業態「ビッグダウン」、愛知県内の「B&Dドラッグストア」を展開。「ガルドドラッグ」も展開していたが、ほとんどが「ツルハ」ブランドに転換されている。また、2011年（平成23年）5月に株式会社サクラドラッグを吸収合併し、こちらも「ツルハ」ブランドへ転換。2013年（平成25年）には、すでに「ツルハドラッグ」で展開されていた株式会社スパークと同年8月に当社の完全子会社となった株式会社ウエダ薬局を順次吸収合併した。
- 株式会社くすりの福太郎 - 千葉県。同業他社のマツモトキヨシに押されていた千葉県・東京都内の経営基盤を強化するため、マツモトキヨシと同じ千葉県に本社を置く「くすりの福太郎」を2006年（平成18年）12月関連会社化、2007年（平成19年）5月完全子会社化。ただし、「くすりの福太郎」のブランドおよび店舗は、同社の完全子会社化後も存続させているため、同社が拠点を置く千葉県・東京都では、「ツルハドラッグ」の店舗数が他県に比べて、比較的少なくなっている。
- 株式会社ツルハグループドラッグ&ファーマシー西日本 - 広島県。2015年（平成27年）8月にウェルネス湖北と事業統合。旧ハーティウォンツ。中国・九州地方で「ウォンツ」を、島根・鳥取・兵庫で「ウェルネス」を展開。また、九州地方の「ツルハドラッグ」も展開している。
- 株式会社レデイ薬局 - 愛媛県。中国・四国地方に「くすりのレデイ」・「レデイ薬局」を展開。スーパーマーケットを展開する株式会社フジ・リテイリングとの共同出資（合弁会社）である。
- 株式会社杏林堂グループ・ホールディングス
  - 株式会社杏林堂薬局 - 静岡県。同県に「杏林堂薬局」・「杏林堂スーパードラッグストア」を展開。
- 株式会社ドラッグイレブン - 福岡県。九州地方を主力に「ドラッグイレブン」を展開。同社とは1999年8月から2003年6月まで資本提携を行っていた時期がある。2021年5月16日にJR九州ドラッグイレブン株式会社から商号変更した。

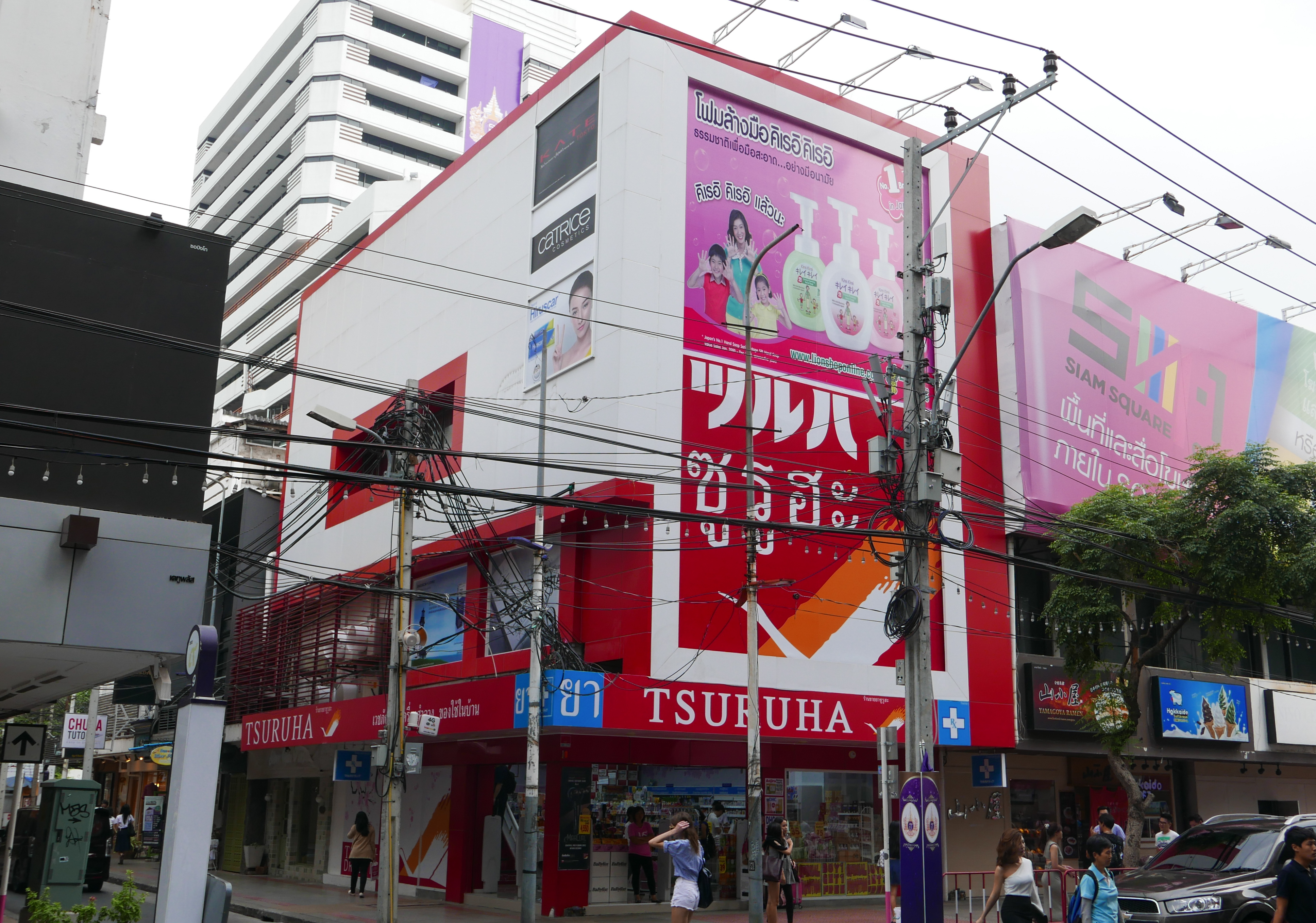
ツルハタイランド
（サイアムスクエア ソイ7店）

- Tsuruha（Thailand）Co.,Ltd. - タイ。2011年にサハグループとの合弁で設立（ツルハHDが51%出資）。タイ国内で「ツルハドラッグ」を展開。

グループサポート事業・通信販売事業
- 株式会社ツルハグループマーチャンダイジング - 2008年（平成20年）12月設立、2009年（平成21年）5月営業開始。グループのマーチャンダイジング事業、電話およびインターネットでの通信販売事業、プライベートブランド商品の企画・販売。
- 株式会社ツルハフィナンシャルサービス - 2008年（平成20年）12月設立。グループの保険代理店業務。

過去のグループ企業
- 株式会社ウェルネス湖北 - 2015年にハーティウォンツと合併し、ツルハグループドラッグ&ファーマシー西日本の前身となった企業。兵庫県と山陰地方で「ウェルネス」を展開していた。
- 株式会社ビー・アンド・ディー - 2024年にツルハと合併した企業。愛知県に「B&Dドラッグストア」を展開していた。

## プライベートブランド
ツルハグループでは、グループ共通のプライベートブランドを取り扱っている。
日用品や化粧品を扱う「エムズワン（M's one）」、医薬品を扱う「メディズワン（Medi's One）」の2つのブランドを取り扱っているが、2018年11月に新ブランドとなる「くらしリズム」を立ち上げた。
「くらしリズム」は、四つ葉のクローバー・てんとう虫・虹を組み合わせたブランドマークが制定されており、通常は緑だが、医薬品を扱うサブブランド「くらしリズムMEDICAL」は青となる。
なお、「くらしリズム」の立ち上げ後も「エムズワン」・「メディズワン」は併売されるが、順次「くらしリズム」・「くらしリズムMEDICAL」へ移行される予定である。

## グループ内におけるポイントカードの相互利用について
ツルハドラッグ、くすりの福太郎、ドラッグストア ウェルネス、ウォンツ、くすりのレデイ、メディコ21、B&Dドラッグストア各店で発行されたポイントカードは「ツルハグループポイントカード」としてグループ内の各店舗で相互利用が可能である。また、グループ入り当初はTポイントが導入されていたため、相互利用の対象外となっていたドラッグイレブンについては、2021年10月より「ツルハグループポイントカード」を兼ねる自社のポイントカードに切り替わったため、同店で発行したカードをグループ店舗で使うことも、グループで発行したカードをドラッグイレブンで使用することも可能となった（なお、利用開始日は店舗ごとに異なる）。ただし、杏林堂スーパードラッグストアが発行するポイントカードは、プリペイド機能を備えた「nicopi（ニコピ）」での発行となるため、相互利用の対象外となる。
「楽天ポイントカード」については、杏林堂スーパードラッグストアを含むグループ全店舗で利用可能（ドラッグイレブンでは2021年10月以降順次導入）で、グループオリジナルデザインの「楽天ポイントカード」を発行している。当初はツルハ・ウェルネス・ウォンツ・レディ薬局の各キャラクターが描かられたデザインだったが、グループ会社が増えて「楽天ポイントカード」の取扱開始に合わせて幾度か変更されており、2021年10月以降はドラッグイレブンのキャラクターである「ドラビット」が新たに描かれたデザインへ切替となる。